# TransMiCable

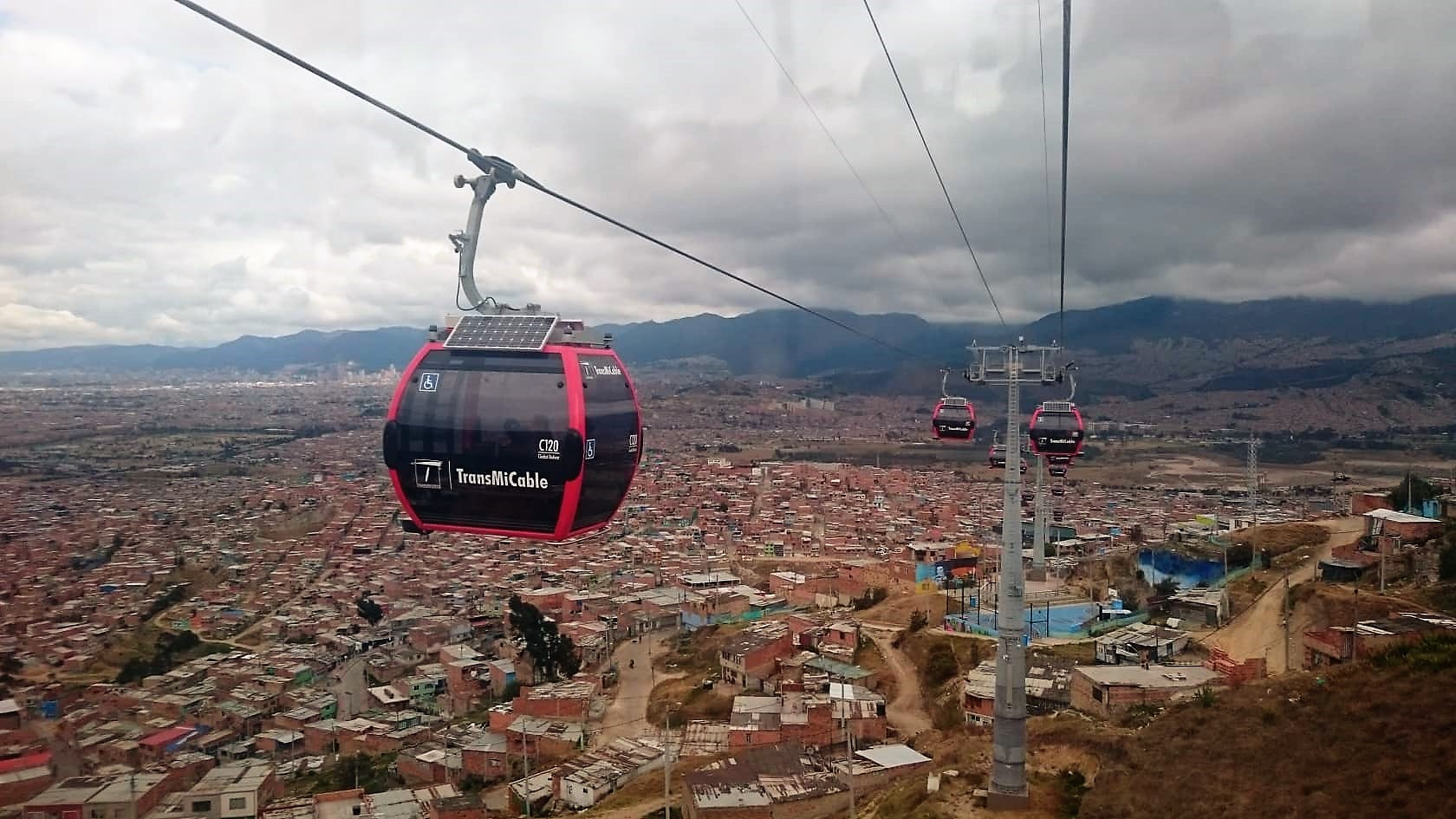
TransMiCable (2019)

TransMiCable ist eine am 29. Dezember 2018 eröffnete Seilbahn in der kolumbianischen Hauptstadt Bogotá. Als Teil des öffentlichen Nahverkehrsnetzes quer durch die Millionenstadt soll sie zwischen den Stadtbezirken Ciudad Bolívar im äußersten Südwesten und San Cristóbal im Südosten verkehren. Nach über zehn Jahren Planung wurde der erste Bauabschnitt von Oberbürgermeister Enrique Peñalosa eröffnet.

## Technische Eigenschaften
Das austro-helvetische Unternehmen Doppelmayr/Garaventa-Gruppe erhielt den Zuschlag für das ca. 9,4 Millionen Euro teure Seilbahnprojekt. Der Vertrag wurde am 16. Juli 2015 unterzeichnet. Die Seilbahn – eine kuppelbare Gondelbahn – hat sich bereits in La Paz, Bolivien, bewährt. Dasselbe System ist nun auch in Bogotá im Einsatz.
Jede Kabine hat eine Kapazität für zehn Passagiere. Die Pendler können alle zehn Sekunden in eine der Kabinen einsteigen, was den Transport von 3.600 Passagieren pro Stunde und in jeder Richtung bei maximaler Kapazität des Systems ermöglicht. Ausgedehnte Grünflächen und neue öffentliche Plätze rund um die bis zu dreistöckigen Stationsgebäude wurden angelegt, um die Lebensqualität von Tausenden von Menschen zu verbessern.

## Geschichte
In den ersten drei Betriebsmonaten beförderte das System zwischen dem 29. Dezember 2018 und dem 31. März 2019 1.820.128 Passagiere und bediente eine durchschnittliche Nachfrage von 21.000 Passagieren an Werktagen, 19.500 an Samstagen und 17.500 an Sonn- und Feiertagen. Das 3,34 km lange System hat vier Stationen mit einer prognostizierten Kapazität von 3.600 Passagieren pro Stunde und ist an das öffentliche Busnetz TransMilenio angebunden. Es ist Teil der Phase 4 des integrierten öffentlichen Verkehrssystems Sistema Integrado de Transporte de Bogotá (SITP) in der kolumbianischen Hauptstadt. Nachdem das Seilbahnsystem abgeschlossen ist, liegt die Verantwortung in der Verantwortung des SITP-Betreibers.
TransMiCable bestand anfangs aus einer einzigen Linie mit 3,34 km Länge im Süden Bogotás, dem Stadtbezirk Ciudad Bolívar. Im März 2023 wurde der Zuschlag für den Bau einer zweiten Linie in der Gemeinde San Cristóbal erteilt. Der Zuschlag für  eine dritte Linie erfolgte im Dezember 2023.
| Linien der TransMiCable von Bogotá |         |                                                                    |                     |                    |                                |             |
| Linie                              | Länge   | Stationen                                                          | Eröffnung           | Zahl der Stationen | Typ der Stationen              | Flotte      |
| CB                                 | 3,34 km | TransMilenio-Station Tunal - Juan Pablo II - Las Manitas - Paraíso | April 2018          | 4                  | 2 auf einer Ebene und 2 erhöht | 163 Kabinen |
| Im Bau                             | 2,80 km | Portal 20 de Julio - La Victoria - Altamira                        | H2 2025 (gepl.)     | 3                  | 2 auf einer Ebene und 1 erhöht | 144 Kabinen |
| In Vorbereitung                    | 3,30 km | Portal Sur - Tres Reyes - Santa Viviana - Potosí                   | Januar 2027 (gepl.) | 4                  | 1 auf einer Ebene und 3 erhöht | 189 Kabinen |